# Sienna Grace
Sienna Grace (Los Ángeles, California; 23 de mayo de 1989) es una ex actriz pornográfica transexual estadounidense.

## Biografía
Sienna Grace nació en Los Ángeles (California) el 23 de mayo de 1989, criándose en Bakersfield, ciudad del mismo Estado. En mayo de 2013, con 24 años recién cumplidos, y una vez iniciado su proceso de hormonamiento, empezó su camino en la industria del porno transexual. 
Su nombre artístico procede de un personaje de la serie infantil Hannah Montana.
Se retiró de las escenas en 2015, con más de 50 películas grabadas y varios vídeos subidos en ShemaleYum.com y TsPlayground.com. Posteriormente hizo apariciones esporádicas hasta 2021.
Algunas películas de su filmografía son Next She-Male Idol 7, Tranny Handies 2, TS Playground 6, Rogue Adventures 41, T-Girl Up and Cummers o The Trans X-Perience.

## Premios y nominaciones
| Año  | Ceremonia                       | Resultado | Premio                                  | Trabajo |
| ---- | ------------------------------- | --------- | --------------------------------------- | ------- |
| 2013 | Tranny Awards                   | Nominada  | Mejor actriz revelación                 | —       |
| 2014 | Nightmoves                      | Nominada  | Mejor actriz transexual                 | —       |
| 2014 | Nightmoves Fan Awards           | Nominada  | Mejor actriz transexual                 | —       |
| 2015 | Transgender Erotica Awards Show | Nominada  | Mejor actuación en solitario            | —       |
| 2015 | Premios XBIZ                    | Nominada  | Artista transexual del año              | —       |
| 2016 | Premios AVN                     | Nominada  | Artista transexual del año              | —       |
| 2016 | Premios AVN                     | Nominada  | Premio fan: Artista transexual favorita | —       |
| 2016 | Premios XBIZ                    | Nominada  | Artista transexual del año              | —       |
| 2017 | Premios AVN                     | Nominada  | Premio fan: Artista transexual favorita | —       |